# Trzcianka
Trzcianka este un oraș în Polonia.